# Jesse Reinders
Jesse Reinders (Noordwijk, 23 augustus 2002) is een Nederlandse voetballer. In 2023 verruilde hij ADO Den Haag voor K.v.v. Quick Boys.

## Loopbaan
Reinders begon met voetballen bij vv Noordwijk waarna hij op twaalf-jarige leeftijd de overstap maakte naar de jeugd van ADO Den Haag. In juli 2021 tekende hij zijn eerste profcontract bij ADO Den Haag die liep tot de zomer van 2023. Reinders maakte op 22 augustus 2022 in de uitwedstrijd tegen MVV debuut voor ADO Den Haag. Reinders maakte in juni 2023 de overstap naar K.v.v. Quick Boys waar hij een contract van een jaar tekende.

## Clubstatistieken
| Seizoen                         | Club              | Land           | Competitie     | Competitie | Competitie | Beker | Beker | Totaal | Totaal |
| Seizoen                         | Club              | Land           | Competitie     | Wed.       | Dlp.       | Wed.  | Dlp.  | Wed.   | Dlp.   |
| ------------------------------- | ----------------- | -------------- | -------------- | ---------- | ---------- | ----- | ----- | ------ | ------ |
| 2022/23                         | ADO Den Haag      | Nederland      | Eerste divisie | 3          | 0          | 0     | 0     | 3      | 0      |
| 2023/24                         | K.v.v. Quick Boys | Nederland      | Tweede divisie | 34         | 2          | 4     | 0     | 38     | 2      |
| 2024/25                         | K.v.v. Quick Boys | Nederland      | Tweede divisie | 20         | 2          | 3     | 0     | 23     | 2      |
| 2025/26                         | K.v.v. Quick Boys | Nederland      | Tweede divisie | 0          | 0          | 0     | 0     | 0      | 0      |
| Carrièretotaal                  | Carrièretotaal    | Carrièretotaal | Carrièretotaal | 57         | 4          | 7     | 0     | 63     | 4      |
| Bijgewerkt t/m 18 augustus 2025 |                   |                |                |            |            |       |       |        |        |

## Erelijst
| Nationaal      |    |         |
| Tweede Divisie | 1x | 2024/25 |

## Privé
Reinders is een zoon van Arnold Reinders, een oud voetballer van FC Groningen.